# Burg Neuhaus an der Eger
Die Burgruine Neuhaus an der Eger ist die Ruine einer Höhenburg auf 586,8 m ü. NN auf der bewaldeten Bergkuppe des Schlossberges nordwestlich des Stadtteiles Neuhaus an der Eger der Stadt Hohenberg an der Eger im Landkreis Wunsiedel im Fichtelgebirge in Bayern.

## Geschichte
Erhard Forster von Selb, ein treuer Parteigänger des Königs Wenzel, der diesem auch nach seiner Absetzung als Römischer König im Jahr 1400 treu ergeben blieb, hatte um 1380 zwischen der Burg Hohenberg, die damals schon rund 100 Jahre in Zollernbesitz war, und der Burg Thierstein, deren Besitzer, die Herren von Notthafft, teilweise in Diensten der Burggrafen von Nürnberg standen, die Burg Neuhaus an der Eger errichtet. Diese neue böhmische Burg sollte die Expansionsbestrebungen der Hohenzollern im späteren Sechsämterland bremsen.
König Wenzel versagte nach seinem Sturz dem Neuhauser Burgherren die zugesagte Unterstützung. Erhard Forster versuchte durch Übergriffe auf die seit 1322 böhmischen Untertanen im Egerland, seinen Forderungen gegenüber Wenzel Ausdruck zu verleihen. Schließlich führte diese langwierige Fehde zur Zerstörung der Burg Neuhaus am 27. August 1412 durch Truppen der sogenannten Egerer Einung. Die Egerer Zünfte, die sich bei der Eroberung der Burg besonders ausgezeichnet hatten, brachten den Turmschmuck des Bergfrieds, die sogenannte Goldene Sonne von Neuhaus mit nach Eger, wo sie lange Zeit den Turm des mittelalterlichen Rathauses schmückte. Heute ist diese Kriegstrophäe aus dem Jahr 1412 im Museum der Stadt Eger ausgestellt.
Obgleich die gefangen genommenen Forster ihren Besitz an die Egerer verkaufen mussten, erklärten sie nach ihrer Freilassung diesen unter Zwang geschehenen Kauf für hinfällig und veräußerten noch im selben Jahr ihren gesamten Besitz um Selb an den Burggrafen Johann III. von Nürnberg.
1487 verliehen die Markgrafen Friedrich und Sigmund zu Brandenburg die zerstörte Burg Neuhaus den Herren von Schirnding mit der Weisung, diese wieder aufzubauen. Dass sie dieser Aufforderung nachgekommen sind, beweist ein Eintrag im Landbuch der Sechsämter aus dem Jahr 1499. Wann die Burg von den Schirndingern wieder aufgegeben wurde, ist bislang noch nicht geklärt. Der Kartograph Johann Christoph Stierlein stellte 1816 eine erstmals sehr präzise Karte des Burgbereichs mit dem noch vorhandenen Bestand fertig.

## Beschreibung

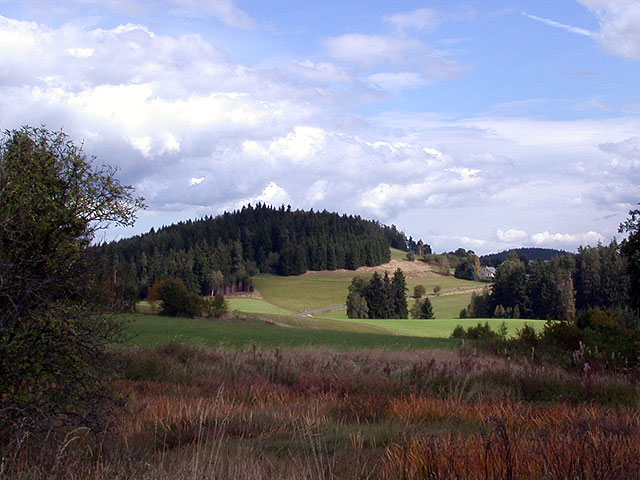
Die Kuppe des Burgberges

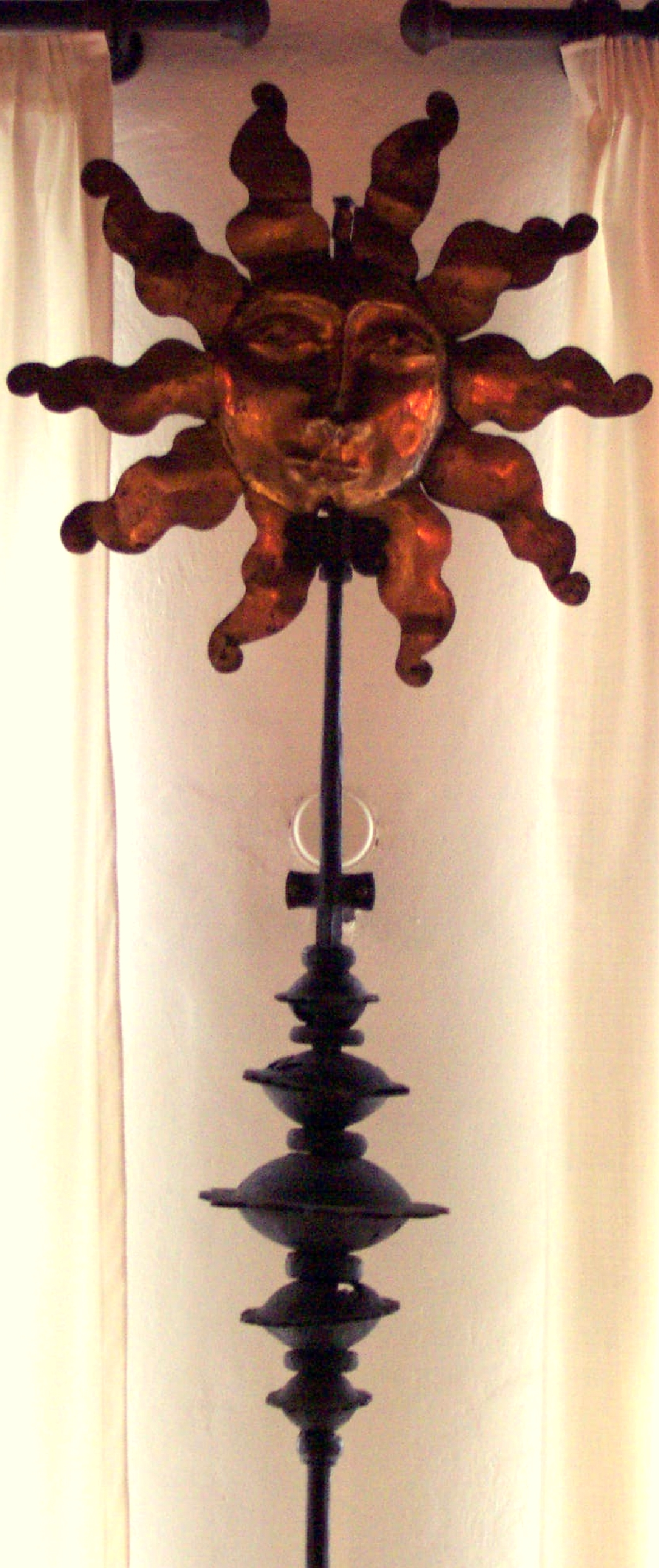
Die Goldene Sonne von Neuhaus – Siegestrophäe aus dem Jahr 1412

Die im 19. Jahrhundert noch ansehnlichen Ruinen der sich auf einer Basaltkuppe hoch über dem Tal der Eger erhebenden Burg Neuhaus fielen im 20. Jahrhundert zu großen Teilen einem Basaltsteinbruch zum Opfer. Historische Ansichten und Pläne sowie die heute noch feststellbaren geringen Überreste der Burg lassen darauf schließen, dass ein nordwestlich des heute noch vorhandenen, in den Basaltfelsen geschlagenen Burggrabens gelegenes Tor den Zugang zu einem nördlich der Kernburg gelegenen Vorhof vermittelte. Südlich davon erhob sich die von zwei durch einen Abschnittsgraben voneinander getrennten Gebäudekomplexen gebildete Kernburg. Das nördlich gelegene, auf rechteckigem Grundriss erbaute Gebäude der Kernburg fiel fast vollständig dem Basaltabbau zum Opfer, während der Abschnittsgraben und die Fundamente des südlichen Gebäudekomplexes erhalten blieben. Dem südlichen Gebäudekomplex an der Südostecke vorgelagert war ein Rundturm, wohl der Bergfried der einst die Goldene Sonne als Turmschmuck trug, dessen Überreste inzwischen fast vollständig in den darunter gelegenen ehemaligen Basaltsteinbruch abgestürzt sind.

## Schloss Neuhaus an der Eger
Nach der Beschreibung des Rittergutes Neuhaus von 1697 war die alte Burg damals schon seit mehr als 150 Jahren eine Ruine. Bis zum Ende des 18. Jahrhunderts entwickelte sich am Fuße des Burgberges unter der Herrschaft der Herren von Schirnding ein ansehnliches Dorf, in dem Friedrich Ernst von Schirnding 1770 ein Schloss errichten ließ.

### Anlage
Beim Schloss Neuhaus handelt es sich um einen schmucklosen, zweigeschossigen Massivbau. Es unterscheidet sich kaum von den umliegenden stattlichen Bauernhäusern. Über der Tür zum Wohnhaus befindet sich eine Bauinschrift aus dem Jahr 1770 mit dem Allianzwappen Schirnding-Lindenfels. Die Bruchsteinmauer des Schlosshofes ist teilweise vorhanden, die nördlich angebauten Wirtschaftsgebäude sind modern verändert.